# Plateumaris akiensis
Plateumaris akiensis es una especie de insecto coleóptero de la familia Chrysomelidae.
Fue descrita científicamente en 1984 por Tominaga & Katsura.